# Marco Ilaimaharitra
Marco Ilaimaharitra (Mulhouse, 26 de julho de 1995) é um futebolista franco-malgaxe que atua como volante. Atualmente, joga pelo KV Kortrijk.

## Carreira

### Sochaux
Após defender o AS Coteaux e o FC Mulhouse nas categorias de base, Ilaimaharitra profissionalizou-se em 2013, no Sochaux, e disputou seu primeiro jogo oficial em dezembro do mesmo ano, contra o Nice. Pelos Jaunes et Bleus, foram 91 partidas disputadas e um gol (contabilizando a Copa da Liga Francesa e a Copa da França, o volante atuou 103 vezes), além de ter disputado 20 jogos pelo time reserva.

### Charleroi
Em julho de 2017, assinou por 4 anos com o Charleroi, clube da Jupiler Pro League.

### KV Kortrijk
Em janeiro de 2025, foi anunciado como reforço do KV Kortrijk.

## Seleção Malgaxe
Ilaimaharitra, que também possui origens na ilha de Reunião, chegou a atuar pelas seleções Sub-19 e Sub-20 da França entre 2013 e 2015, porém optou em jogar pela Seleção Malgaxe, fazendo sua estreia em novembro de 2017, num amistoso contra Comoros.
Convocado para a Copa Africana de Nações de 2019, foi um dos 9 franceses convocados por Nicolas Dupuis ao torneio, sediado no Egito - Ibrahima Dabo, Dimitry Caloin, Romain Métanire, Jérémy Morel e Jérôme Mombris nasceram na França continental, enquanto William Gros, Thomas Fontaine e Melvin Adrien são naturais da ilha de Reunião. Seu primeiro gol pelos Barea, contra o Burundi, entrou para a história do futebol de Madagascar, que disputava pela primeira vez uma competição internacional de seleções. O volante disputou os 4 jogos da equipe, que terminou em 6º lugar na classificação, com um empate e 2 vitórias na primeira fase, vitória por 4 a 2 nos pênaltis sobre a República Democrática do Congo e uma derrota por 3 a 0 nas quartas-de-final, para a Tunísia.

## Estatísticas
- Atualizado até Partidas disputadas até 19 de julho de 2019[carece de fontes?]

| Clube                     | Temporada                 | Liga                      | Liga  | Liga | Copa nacional | Copa nacional | Copa da Liga | Copa da Liga | Outras competições | Outras competições | Total | Total |
| Clube                     | Temporada                 | Divisão                   | Jogos | Gols | Jogos         | Gols          | Jogos        | Gols         | Jogos              | Gols               | Jogos | Gols  |
| ------------------------- | ------------------------- | ------------------------- | ----- | ---- | ------------- | ------------- | ------------ | ------------ | ------------------ | ------------------ | ----- | ----- |
| Sochaux II                | 2012–13                   | CFA                       | 4     | 0    | –             | –             | –            | –            | –                  | –                  | 4     | 0     |
| Sochaux II                | 2013–14                   | CFA                       | 7     | 0    | –             | –             | –            | –            | –                  | –                  | 7     | 0     |
| Sochaux II                | 2014–15                   | CFA                       | 3     | 0    | –             | –             | –            | –            | –                  | –                  | 3     | 0     |
| Sochaux II                | 2015–16                   | CFA                       | 2     | 0    | –             | –             | –            | –            | –                  | –                  | 2     | 0     |
| Sochaux II                | 2016–17                   | CFA2                      | 4     | 0    | –             | –             | –            | –            | –                  | –                  | 4     | 0     |
| Sochaux II                | Total                     | Total                     | 20    | 0    | 0             | 0             | 0            | 0            | 0                  | 0                  | 20    | 0     |
| Sochaux                   | 2013–14                   | Ligue 1                   | 12    | 0    | 2             | 0             | 1            | 0            | –                  | –                  | 15    | 0     |
| Sochaux                   | 2014–15                   | Ligue 2                   | 27    | 1    | 0             | 0             | 1            | 0            | –                  | –                  | 28    | 1     |
| Sochaux                   | 2015–16                   | Ligue 2                   | 29    | 0    | 5             | 0             | 2            | 0            | –                  | –                  | 36    | 0     |
| Sochaux                   | 2016–17                   | Ligue 2                   | 23    | 0    | 0             | 0             | 4            | 0            | –                  | –                  | 27    | 0     |
| Sochaux                   | Total                     | Total                     | 91    | 1    | 7             | 0             | 8            | 0            | 0                  | 0                  | 106   | 1     |
| Charleroi                 | 2017–18                   | Jupiler Pro League        | 23    | 1    | 3             | 0             | –            | –            | 10                 | 1                  | 36    | 2     |
| Charleroi                 | 2018–19                   | Jupiler Pro League        | 25    | 1    | 2             | 0             | –            | –            | 9                  | 0                  | 36    | 1     |
| Charleroi                 | Total                     | Total                     | 48    | 2    | 5             | 0             | 0            | 0            | 19                 | 1                  | 72    | 3     |
| Total de jogos disputados | Total de jogos disputados | Total de jogos disputados | 159   | 3    | 12            | 0             | 8            | 0            | 19                 | 1                  | 198   | 4     |